# Zikaden (Film)
Zikaden ist ein Filmdrama von Ina Weisse. In den Hauptrollen sind Saskia Rosendahl, Nina Hoss und Vincent Macaigne zu sehen. Die Weltpremiere fand im Februar 2025 bei den Filmfestspielen in Berlin statt. Im Juni 2025 kam der Film in die deutschen Kinos.

## Handlung
Isabell muss sich um ihre pflegebedürftigen Eltern kümmern, und die Suche nach Pflegepersonal gestaltet sich schwierig. Daher pendelt sie zwischen Berlin und dem Wochenendhaus ihrer Eltern, das ihr Vater einst selbst entworfen hat. Sie steht vor den Trümmern ihrer Ehe mit ihrem Mann Philipp, als sie die alleinerziehende Mutter Anja kennenlernt, die versucht, sich und ihre Tochter mit verschiedenen Jobs über Wasser zu halten. Anja und ihre Tochter Greta werden mehr und mehr Teil von Isabells Leben.

## Produktion

### Filmstab, Besetzung und Dreharbeiten

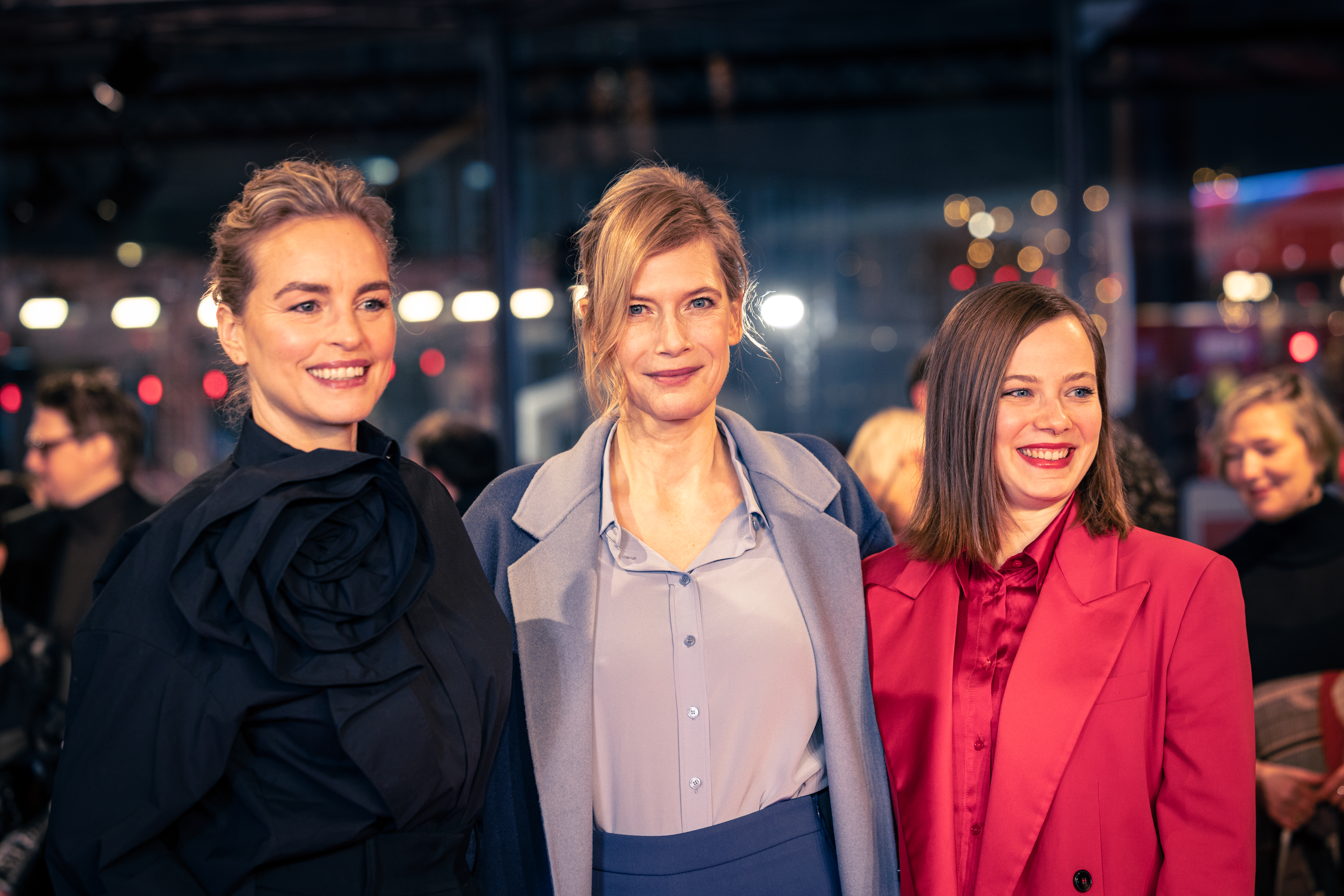
Regisseurin Ina Weisse mit den Hauptdarstellerinnen Nina Hoss und Saskia Rosendahl

Regie führte Ina Weisse, die auch das Drehbuch schrieb. Es handelt sich bei Zikaden nach Der Architekt von 2008 und Das Vorspiel von 2019 um ihren dritten Spielfilm als Regisseurin. Wie bei ihrem letzten Film arbeitete sie mit dem Filmeditor Hansjörg Weißbrich zusammen.
Nina Hoss, die in Das Vorspiel in der Hauptrolle zu sehen war, spielt Isabell, Vincent Macaigne deren Ehemann Philipp und Saskia Rosendahl die alleinerziehende Anja. Ina Weisses Vater, der Architekt Rolf D. Weisse, und ihre Mutter Inge Weisse spielen Isabells Eltern. Thorsten Merten spielt Anjas übergriffigen Chef im Bowlingzentrum. In weiteren Rollen sind Christina Große, Alexander Hörbe und Bettina Lamprecht zu sehen.
Als Kamerafrau fungierte Judith Kaufmann, mit der Weisse ebenfalls bereits für Das Vorspiel zusammenarbeitete.

### Filmmusik und Veröffentlichung
Die Filmmusik komponierte Annette Focks. Mit ihr arbeitete Weisse bereits für ihr Spielfilmdebüt Der Architekt zusammen.
Die Weltpremiere fand am 15. Februar 2025 bei den Filmfestspielen in Berlin statt. Ende April, Anfang Mai 2025 wurde er bei Crossing Europe gezeigt. Den internationalen Vertrieb übernimmt Beta Cinema. Der Kinostart in Deutschland war am 19. Juni 2025.

## Rezeption

### Kritiken
Britta Schmeis schreibt in ihrer Kritik für epd Film, Ina Weisse lasse in ihrem Film viele Leerstellen, die Raum für unterschiedliche Interpretationen geben, was faszinierend und manchmal auch ein wenig frustrierend sei. Dass Weisse ihre eigenen Eltern als Eltern von Isabell besetzt hat, mute fast selbsttherapeutisch an. Erneut könne sie sich in ihrer behutsamen Erzählweise auf ihre Kamerafrau Judith Kaufmann verlassen, die mit ihren Bildern auf Details, den Figuren, der Landschaft oft minutenlang verharrt. Es sei ein zurückhaltendes, beobachtendes Eintauchen in die Lebenswelten von Isabell und Anja. Nicht alles sei logisch, manche Wendung schlicht behauptet, doch genau das mache Zikaden aus, denn so ist auch das Leben, voller Brüche und Widersprüche.

### Auszeichnungen
Festival des deutschen Films 2025
- Nominierung für den  Rheingold Publikumspreis[8]

Kinofest Lünen 2025
- Nominierung im Wettbewerb Lüdia[9]